# De Havilland DH.89 Dragon Rapide
El de Havilland D.H.89 Dragon Rapide va ser un transport lleuger de passatgers de curt abast dels anys 30. Dissenyat com a successor del D.H.84 Dragon, incloïa les ales aflautades i els cobertores de tren d'aterratge aerodinàmics de l'aparell de 4 motors D.H.86 Express.

## Història i disseny
Dissenyat a la llum de l'experiència obtinguda a partir de la producció i operació dels transports lleugers de Havilland D.H.84 Dragon i de Havilland D.H.86 Express, el prototip de Havilland D.H.89 Dragon Six, equipat amb dos motors de Havilland Gipsy Six de 200 cv, va volar a Stag Lane, pilotat per Hubert Broad, el 17 d'abril de 1934. Els lliuraments d'avions de sèrie, denominats Dragon Rapide, van començar al juliol de 1934, i els primers usuaris van ser Hillman's Airways Ltd., Railway Air Services i Olley Air Service Ltd. A partir de març de 1937 es van instal·lar petits flaps de vora de fugida en els plans inferiors, per fora de les góndoles motores, i com a resultat el tipus va ser rebatejat D.H.89A. La seva fiabilitat i economia van donar lloc a importants vendes entre intervinguts i finals dels anys trenta, i quan va esclatar la guerra s'havien lliurat ja uns 200 exemplars a usuaris civils.
Una versió militaritzada, denominada D.H.89M, va tenir el propòsit de satisfer l'Especificació G.18/35 del Ministeri de l'Aire, que demanava un avió de reconeixement general per al Comandament Costaner. En el morro, a la dreta del seient del pilot, es va muntar una metralladora de tir frontal, i en el sostre a popa de la porta de la cabina, es va instal·lar un afuste de tipus anul·lar. El contracte del Ministeri de l'Aire va ser atorgat a Avro Anson, però es van construir dos D.H.89M per a Lituània i el govern espanyol va rebre altres tres exemplars, amb modificacions addicionals, destinats al servei al Marroc. L'últim avió tenia armament addicional: una metralladora ventral extra que disparava cap avall a través del pis, així com un suport sota el fuselatge per a bombes de 12 kg.
Si bé el D.H.89M no va obtenir cap contracte del Ministeri de l'Aire en qualitat d'avió de reconeixement, el Dragon Rapide va ser escollit com a avió de comunicacions, i l'Air Council compro un exemplar, que va utilitzar el 24è Squadron a Hendon; al novembre de 1938 es van lliurar uns altres dos. En la primavera i començaments d'estiu de 1940, els Rapide civils van equipar les forces britàniques a França i molts van ser destinats a missions de comunicació en particular amb l'Air Transport Auxiliary.

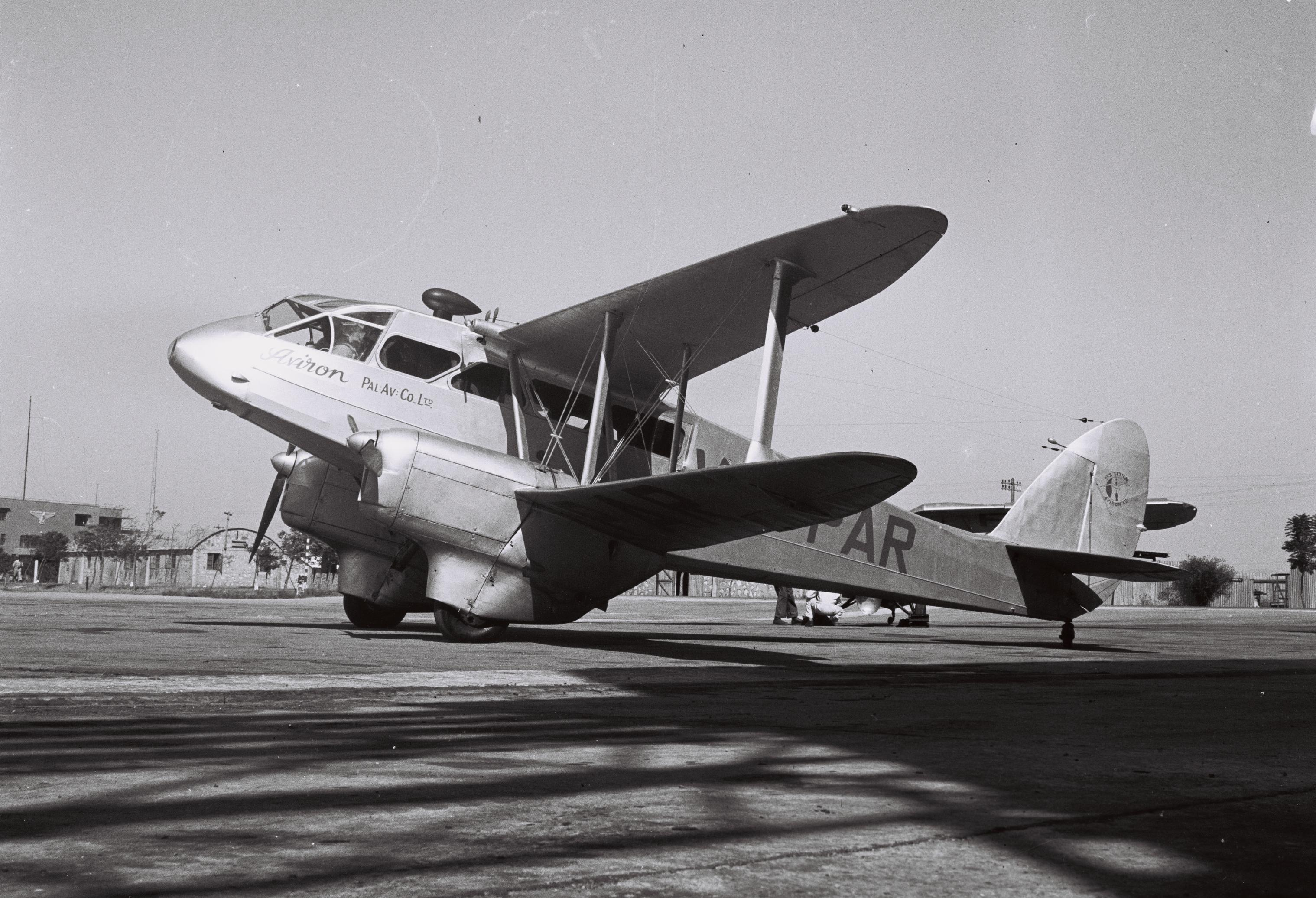
de Havilland D.H.89 Dominie Mk II(VQ-PAR) primer avió comercial a Israel, foto presa el 25 d'octubre de 1947.

En 1939, es van adquirir tres D.H.89 com a avions d'entrenament en comunicacions per radi, segons l'Especificació T.29/38, seguits d'altres 14 per prestar servei en la 2a Escola d'Electricistes i Radiotelegrafistes. El setembre del 1939 aquesta va rebre també els dos primers D.H.89A. La versió d'entrenament que s'identificava per les antena direccional en el sostre de la cabina, va rebre més tard la denominació Dominie Mk I, mentre que la versió de comunicacions va ser designada Dominie Mk II.
Dels 728 Rapide que es van fabricar abans que la producció toqués a la seva fi, al juliol de 1946, 521 ho van ser en virtut de contractes militars britànics, la majoria d'ells sota la denominació D.H.89B. A Hatfield es van fabricar 186 exemplars abans que la pressió del treball en altres avions donés com a resultat la transferència de la producció a Brush Coachworks Ltd. a Loughborough, Leicestershire. Les xifres de D.H.89 militars inclouen 65 aparells que van prestar servei en la Royal Navy entre 1940 i 1958, any en què es va retirar l'últim; en certs casos es va tractar d'avions civils requisats, uns altres eren de nova construcció, i alguns van ser obtinguts de la RAF.
Molt poc després de la finalització de les hostilitats, diversos centenars de Dominie van ser lliurats com a excedent de guerra a forces aèries estrangeres, tals com les de Bèlgica, i els Països Baixos, o desproveïts d'equip militar, es van vendre a usuaris civils. De tal sort, van arribar a utilitzar-se a gairebé tots els països del món occidental. A més, els últims 100 avions de sèrie fabricats per Brush Coachworks, no lliurats a causa de la terminació de la guerra, van ser completats per la unitat de reparacions de De Havilland a Whitney d'acord amb comandes d'usuaris civils; van constituir l'equipament inicial de postguerra de nombroses línies aèries com Iraqi Airways, Jersey Airways i KLM. En la dècada de 1950 BEA va utilitzar durant algun temps una àmplia flota de Rapide per als seus serveis a les illes que envolten la costa britànica.
El Dragon Rapide no sols va demostrar ser fiable, sinó també revelant-se com a aparells extraordinàriament duradors, amb molts d'ells encara volant al segle XXI. A l'IWM Duxford de Cambridgeshire, Regne Unit, un parell de Rapides s'utilitzen diàriament per a curts vols d'oci al voltant de l'aeròdrom.

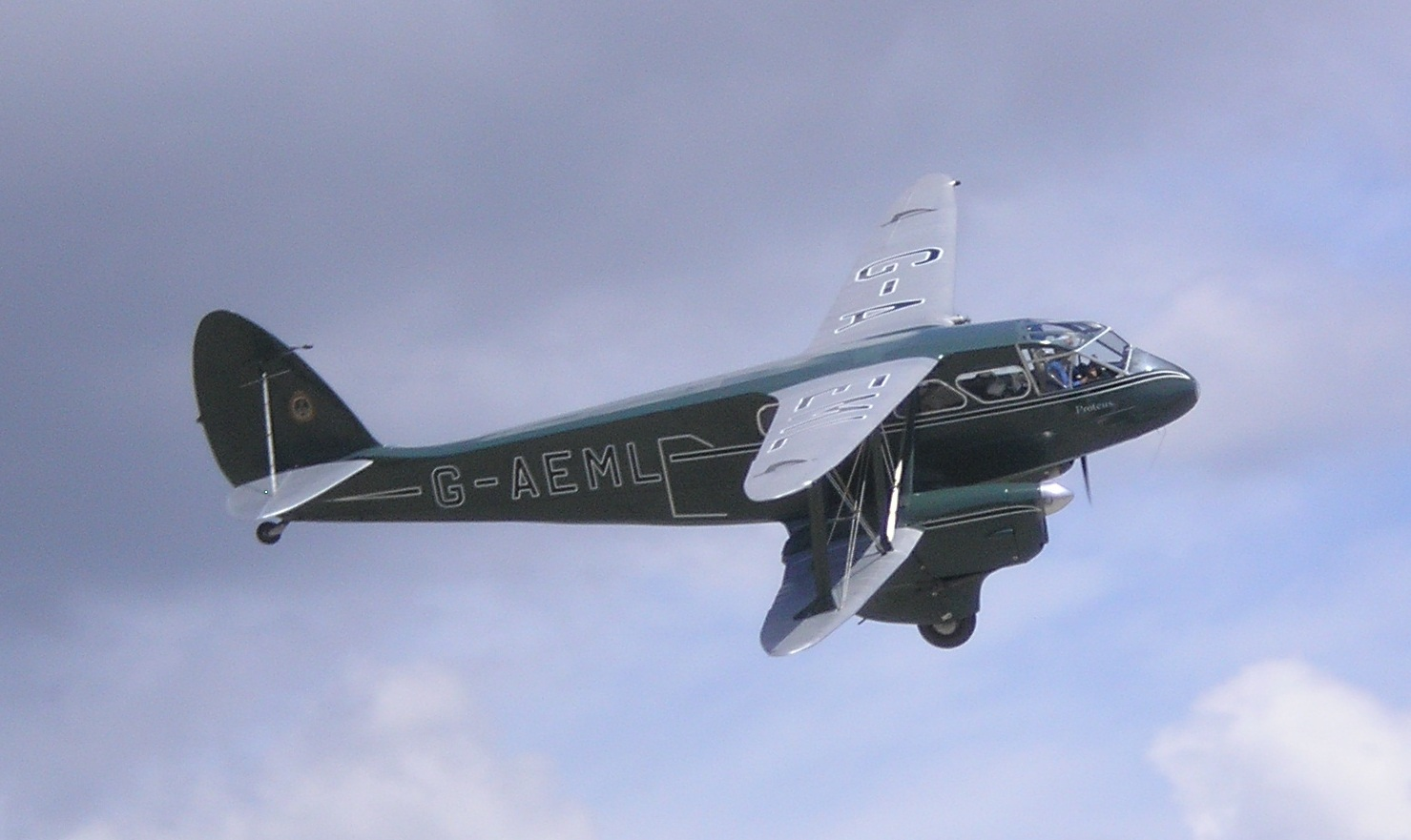
De Havilland D.H.89 Dragon Rapide

El 6 de setembre de 2009 la Fundació Infante de Orleans va presentar a l'Aeròdrom de Cuatro Vientos a Madrid la seva última adquisició. Un 'Dragon Rapide' recentment restaurat que, si bé no és el mateix aparell que transportà al general Franco des de les Illes Canàries fins a Àfrica en 1936, sinó una unitat que va prestar servei com a transport de passatgers a Anglaterra en els anys 30, i té idèntiques característiques.
En l'actualitat només hi ha catalogades i en bon estat de conservació unes altres sis unitats d'aquest model al món. A part del valor que aquest fet confereix a l'aparell, també té un important valor històric i simbòlic.

### El cop del 36

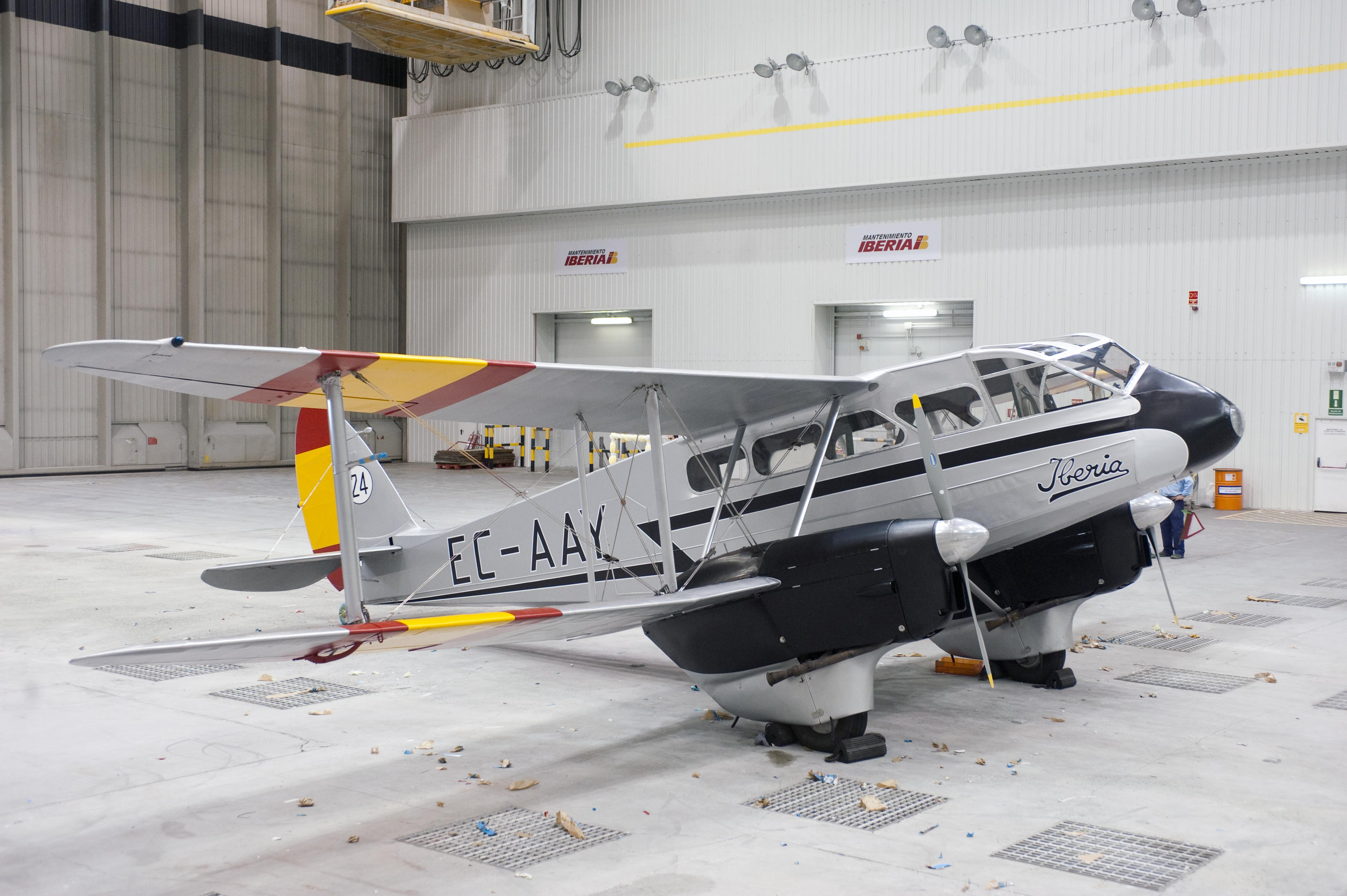
De Havilland DH.89 Dragon Rapide, restaurat per a la Fundación Infante de Orleans, amb els colors dels anys 1930 de l'aerolínia espanyola Iberia

Al febrer de 1936, immediatament després de conèixer-se els resultats amb els quals es va atribuir la victòria el Front Popular, Franco, coordinadament amb José María Gil-Robles y Quiñones (líder de la CEDA i Ministre de la Guerra de l'anterior govern), va pressionar al govern provisional perquè suspengués les garanties constitucionals i decretés la llei marcial i, així, deixar sense efecte els resultats de les eleccions. L'endemà, aprofitant que el Consell de Ministres havia atorgat al seu president, Manuel Portela Valladares, la potestat de decretar la llei marcial quan ho cregués oportú, passant per sobre de la seva autoritat i com a cap de l'Estat Major Militar, Franco va enviar a totes les regions militars un comunicat en què s'instava a decretar l'estat de guerra. Saragossa, València, Alacant i Oviedo van decretar l'estat de guerra, però l'intent va fracassar principalment al no sumar-se la Guàrdia Civil.
Superats aquests incidents, Manuel Azaña és nomenat President del Govern. Coneixedor de l'existència del complot, encara que no conegués els detalls ni exactament els seus participants, va allunyar dels centres de poder a aquells generals que considerava més favorables al pronunciament. Franco, perdent la prefectura de l'Estat Major, va ser enviat com a comandant general a les Illes Canàries. Franco ho va considerar com un desterrament.
Abans de sortir cap a Canàries, Franco va participar en una reunió a la qual, entre d'altres, també assisteixen els generals Mola i Goded, en la que es decideix preparar un cop d'estat capitanejat pel general Sanjurjo (llavors bandejat a Portugal). Franco, sense rebutjar la conspiració, no es compromet. Des de Canàries rep puntualment informació mostrant-se sempre indecís i cautelós.
A la fi de juny els preparatius del pronunciament estaven pràcticament ultimats, únicament faltava tancar l'acord amb els carlistes i assegurar la participació de Franco. Juan Yagüe i Francisco Herrera (amic personal de Gil-Robles) van rebre l'encàrrec de convèncer-lo perquè s'hi sumés, i a la fi de juny Franco va haver d'arribar a algun compromís, ja que l'1 de juliol Herrera va arribar a Pamplona perquè Mola donés el vistiplau al pla segons el qual es llogaria un avió perquè traslladés Franco des de Canàries al Marroc.
El dia 4 el financer Joan March Ordinas, instal·lat a Biarritz, va lliurar un xec en blanc al marquès de Luca de Tena, propietari del diari ABC, per finançar l'operació, i aquest va encarregar Luis Bolín, corresponsal d’ABC a Londres, el lloguer de l'avió. Amb l'assessorament de Juan de la Cierva contracta un bimotor de Havilland D.H.89 Dragon Rapide amb pilot, el capità Bebb. L'avió havia pertangut al duc de Gal·les i es trobava a l'aeroport de Croydon. En principi es va pensar en un hidroavió, però no trobant-se cap disponible l'elecció va recaure en un avió model Dragon Rapide.
Per no despertar sospites sobre el viatge, portava com a passatgers a un major anglès en la reserva, a la seva filla i a una amiga, als quals van oferir viatjar gratis com a turistes a Tenerife; es van perdre a l'altura dels Picos de Europa i van haver de tornar a Biarritz per repostar gasolina, van continuar volant fins a Lisboa i posteriorment fins a les Illes Canàries, a l'aeroport de Gando a l'illa de Gran Canària, després d'una escala a Casablanca, els turistes van continuar fins a Tenerife on havien de donar l'estrany missatge "Galícia saluda a França" a un metge.
El 12 de juliol, l'avió ja es troba a Casablanca tot esperant concretar-se el dia del pronunciament. Aquest mateix dia Franco va enviar un comunicat xifrat a Mola en el qual va plantejar la seva retirada al·legant "geografia poc extensa", la qual cosa significava que no s'unia al pla per considerar que no es comptava amb suficients suports. Quan li va arribar el missatge a Mola, es va encendre d'ira i furiós va tirar el paper a terra. El general Sanjurjo sentenciaria: «Amb Franquito o sense Franquito» l'alçament va tirar endavant. Finalment, el dia 14, després de l'assassinat de José Calvo Sotelo i la reacció que aquesta mort va causar en la dreta i en sectors de l'Exèrcit, Mola rep un altre missatge de Franco que li transmet la seva decisió d'unir-se a la conspiració.
Amb el Dragon Rapide ja a Gran Canària (va arribar a l'aeroport de Gando a les 14:40 hores del dia 14), Franco haurà de traslladar-s'hi des de la seva residència de Tenerife sense aixecar sospites. A dos dies de la data de l'aixecament, el 16 de juliol, el comandant militar de Gran Canària, el general Amado Balmes, mor d'un tret a l'estómac. La seva mort permet que Franco es traslladi a Las Palmas de Gran Canaria, capital de l'illa de Gran Canària, sense aixecar sospites amb l'excusa d'assistir al seu enterrament. També permet que el general Orgaz, que sempre va estar implicat en la conspiració, sigui l'encarregat de dur a terme l'aixecament a les illes Canàries.
El 17 al matí Franco ja està a Las Palmas de Gran Canaria amb la seva dona i la seva filla, on assisteixen a l'enterrament del general Balmes. Aquesta mateixa tarda es produeix l'aixecament a Àfrica. Rumors que els conspiradors anaven a ser detinguts fa que s'avancin un dia a la data fixada. Van despertar Franco a les 4 de la matinada del 18 de juliol per comunicar-li que s'han revoltat amb èxit les guarnicions de Ceuta, Melilla i Tetuan. Aquest matí, Franco embarca a la seva dona i a la seva filla en un transatlàntic amb destinació a França, i ell, a les dues de la tarda, puja al Dragon Rapide que el portarà al Marroc. Amb gran perspicàcia havia recorregut els gairebé 20 km que separen la ciutat de Las Palmas de Gran Canaria fins al llavors aeròdrom de Gando amb vaixell, evitant que en carretera fos interceptat per la Guàrdia d'Assalt.
Franco va vestit de paisà i, en algun moment del viatge, s'afaita el bigoti. Gil-Robles més tard deixaria escrit que Franco, per por que interceptessin l'avió, portava una carta dirigida al president del govern, en la qual expressava el seu suport a la República i la seva intenció de viatjar a Madrid per defensar-la. Fan escala a Agadir a les 17.00. A les 18:55 surt d'Agadir amb destinació a Casablanca, on aterra a les 21:00 hores. En aquesta segona escala, innecessària des del punt de vista tècnic, recullen Bolín, el corresponsal d'ABC, impedint que s'arribi a Tetuan, la destinació del viatge, en el mateix dia. L'aeròdrom de Tetuan mancava d'abalisament, la qual cosa impedia els aterratges nocturns.
A Casablanca van prendre habitacions en un hotel. Des d'allí, Franco va telefonar Tetuan per cerciorar-se que l'aixecament havia tingut èxit. Yagüe l'hi ho confirma. Bolín li ensenya els titulars del periòdic marroquí La Depeche Marrocaine: "El general Franco, cridat pel Govern per sufocar la rebel·lió, es troba en ple viatge de Canàries a Madrid". A les quatre del matí, ja del dia 19, s'acomiaden de l'hotel i a les cinc, el Dragon Rapide s'enlaira de Casablanca amb destinació a Tetuan. Segons testimoniatge del pilot Cecil W. H. Beeb:
| « | Mentre volàvem sobre les aigües de l'Atlàntic, el general es va llevar l'uniforme, va tancar els seus efectes en una maleta i després de ficar-hi també els papers que hi portava sobre, la va llançar al mar. Immediatament el vaig veure posar-se una jaqueta i un barnús i enrotllar-se al capdavant un turbant. Se l'hauria cregut un veritable àrab sortit dels socs de Marrakech. | » |

Minuts abans de les set del matí estaven sobrevolant l'aeròdrom de Tetuan. Abans d'aterrar, Franco o Bolín (segons versions) va donar instruccions al pilot: "Faci un volt a la pista el més baix possible. Si li dic A dalt! reprengui el vol sense vacil·lar". després de donar diverses voltes, Franco va reconèixer a un dels coronels revoltats i va dir al pilot: "Aquí està el rubito! Aterrem!". En prendre terra és rebut amb goig pels oficials revoltats, entre ells Yagüe, que el besa i l'abraça. Franco s'acomiada del pilot: "Algun dia sabrà vostè el que ha fet. Avui no tinc paraules per expressar-li la meva gratitud".
La historiografia franquista ha qualificat aquest viatge d' històric. El Dragon Rapide estava a l'Aeroport de Gando en espera per partir. Franco es va assabentar que al Marroc s'havien revoltat el dia 18 a les 4 de la matinada i arriba a Tetuan el dia 19 a les 7 també de la matinada. "La primera pregunta que sorgeix davant el vol de Gran Canària-Tetuan del Dragon Rapide és si podria haver-se fet sense escales. Així ho asseguren bastants historiadors".

## Variants
- D.H.89A Mk 4:

Conversió amb motors Gipsy Queen 2 i hèlixs de velocitat constant; el prototip va ser convertit en 1953, i després es van modificar molts exemplars d'acord amb aquest estàndard, que va permetre un pes major en enlairament i va atorgar millors prestacions.
- D.H.89A Mk 5:

Conversió única realitzada a partir d'un dels seus propis avions de comunicacions; va implicar la instal·lació de motors especials Gipsy Queen 3, amb hèlixs de pas variable d'operació manual.
- D.H.89A Mk 6:

Denominació d'un avió amb motors estàndard, però modificat per la incorporació d'hèlixs metàl·liques Fairey X5 de pas fix.

## Operadors militars
- Luftwaffe. Avions capturats.

- Reial Força Aèria Australiana

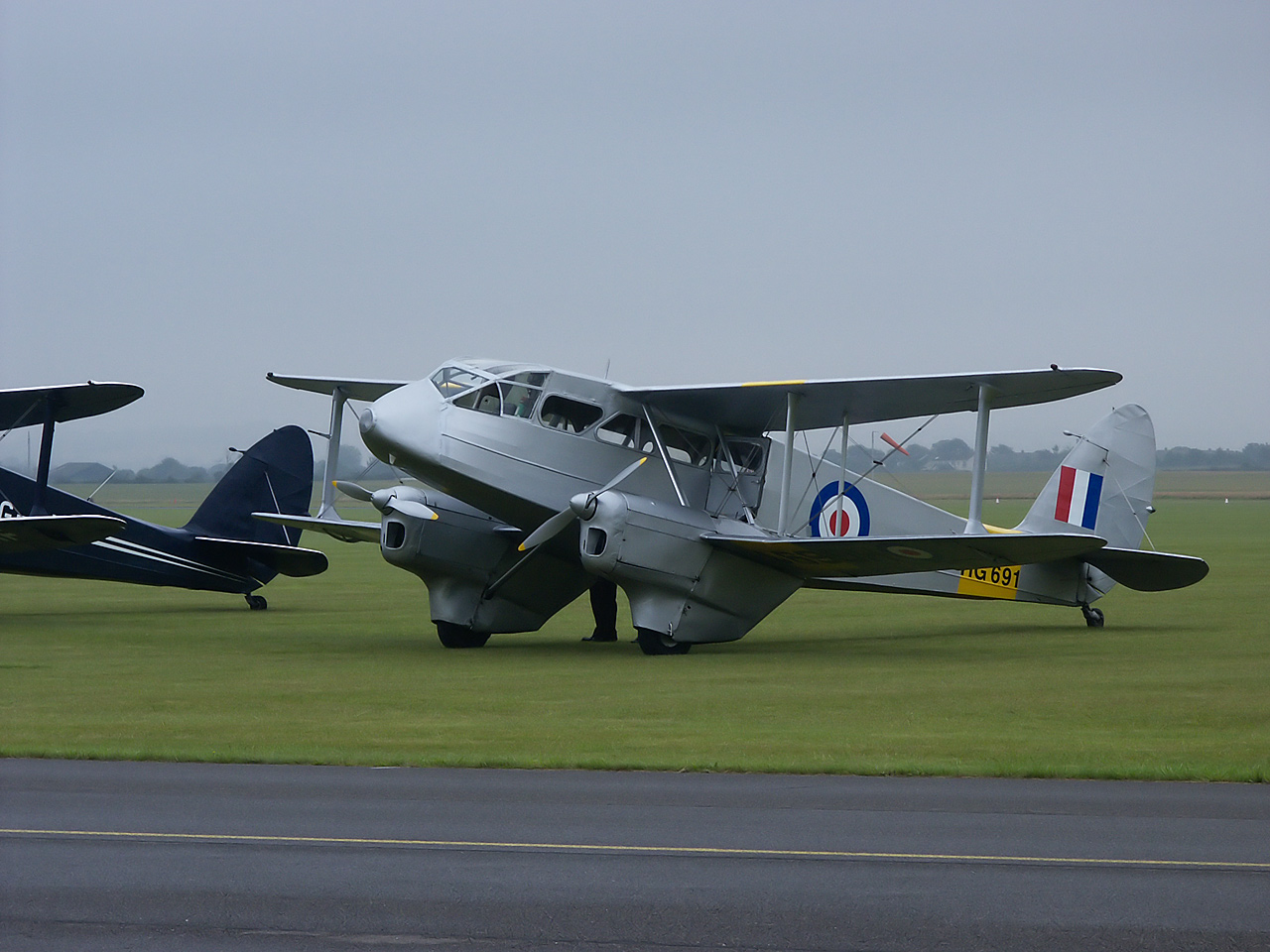
Un De Havilland DH-89 Dragon Rapide amb marques de França. Festival aeri de Duxford, 9 de juliol de 2005

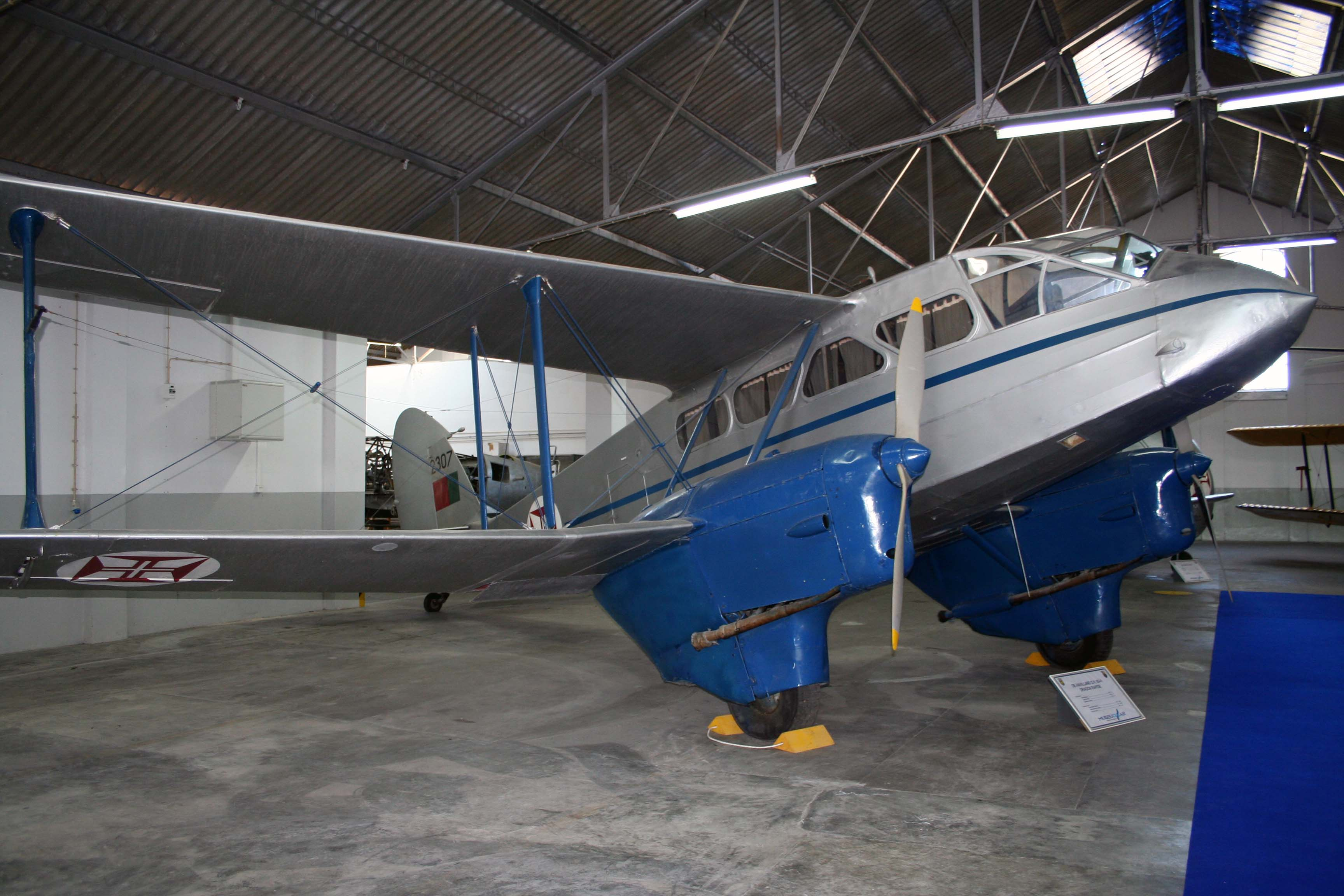
Un Dragon Rapide de la Fuerza Aérea Portuguesa exposat al Museu de l'Aire Portuguès.

- Força Aèria Belga. 7 avions operats des de 1946.

- Reial Força Aèria Canadenca
  - No. 418 Squadron RCAF

- Aeronàutica Militar. 3 avions D.H.89M.

- Força Aèria dels Estats Units

- Força Aèria Finlandesa

- Força Aèria Imperial Iraniana

- Força Aèria Israeliana

- Força Aèria Lituana. 2 avions D.H.89M.

- Reial Força Aèria de Nova Zelanda
  - No. 4 Squadron RNZAF
  - No. 42 Squadron RNZAF

- Royal Air Force
  - No. 24 Squadron RAF
  - No. 173 Squadron RAF
  - No. 225 Squadron RAF
  - No. 271 Squadron RAF
  - No. 510 Squadron RAF
  - No. 526 Squadron RAF
  - No. 527 Squadron RAF
  - No. 614 Squadron RAF
- Royal Navy
  - Fleet Air Arm

- Força Aèria Sud-africana

- Força Aèria Uruguaiana

## Especificacions

Característiques generals
- Tripulació: 1
- Capacitat: 8 passatgers
- Longitud: 10,5 m
- Envergadura: 14.6 m
- Alçada: 3.1 m
- Superfície de l'ala 32 m²
- Pes buit: 1.460 kg
- Pes carregat: 2,490 kg
- Motors: 2×  motor en línia de Havilland Gipsy Six, 149 kW   cada un

 Rendiment 
- Velocitat màxima: 157 mph (136 kn, 253 km/h) at 1,000 ft (305 m)
- Abast: 573 mi (498 nmi, 920 km)
- Sostre de servei: 5.090 m
- Ràtio d'ascens: 4,3 m/s
- Càrrega alar: 79 kg/m²
- Potència/pes: 60 W/kg